# 30-я гвардейская танковая дивизия (СССР)
30-я гвардейская танковая Ровенская Краснознамённая ордена Суворова дивизия — воинское соединение танковых войск Советской армии, существовавшее в 1954—1992 годах. Дивизия относилась к числу кадрированных, поэтому была укомплектована личным составом и техникой на 25 % (2500 человек) от штатной численности.
Условное наименование — войсковая часть (в/ч) № 16580.
Сокращённое действительное наименование — 30 гв. тд.

## История
Создана 4 июня 1957 года на основе 11-й гвардейской механизированной дивизии в городе Новоград-Волынский, Житомирская область.
В 1960 году 58-й отдельный танковый учебный батальон был расформирован.
С 19 февраля 1962 года:
- создан 335-й отдельный ракетный дивизион
- создан 108-й отдельный ремонтно-восстановительный батальон.

В 1968 году 151-й отдельный гвардейский саперный батальон был переименован в 151-й отдельный гвардейский инженерно-саперный батальон.
В 1980 году N-й отдельный моторизованный транспортный батальон был переименован в 1043-й отдельный батальон материального обеспечения.
С января 1992 года перешла под юрисдикцию Украины, и впоследствии преобразована в 30-ю механизированную бригаду.

## Структура
На протяжении истории соединения его структура и состав неоднократно изменялись.

### 1960 год
- 276-й танковый полк (Новоград-Волынский)
- 282-й гвардейский танковый полк (Новоград-Волынский)
- 325-й танковый полк (Новоград-Волынский)
- 319-й гвардейский мотострелковый полк (Высокая Печь)[1]
- 855-й гвардейский артиллерийский полк (Новоград-Волынский)
- 937-й гвардейский зенитный артиллерийский полк (Новоград-Волынский)
- 54-й отдельный гвардейский разведывательный батальон (Новоград-Волынский)
- 151-й отдельный гвардейский саперный батальон (Новоград-Волынский)
- 214-й отдельный гвардейский батальон связи (Новоград-Волынский)
- 197-я отдельная рота химической защиты (Высокая Печь)
- 112-я отдельная санитарно-медицинская рота (Новоград-Волынский)
- N-й отдельный моторизованный транспортный батальон (Новоград-Волынский)

### 1970 год
- 276-й танковый полк (Новоград-Волынский)
- 282-й гвардейский танковый полк (Новоград-Волынский)
- 325-й танковый полк (Новоград-Волынский)
- 319-й гвардейский мотострелковый полк (Высокая Печь)
- 855-й гвардейский артиллерийский полк (Новоград-Волынский)
- 937-й гвардейский зенитный артиллерийский полк (Новоград-Волынский)
- 335-й отдельный ракетный дивизион (Новоград-Волынский)
- 54-й отдельный гвардейский разведывательный батальон (Новоград-Волынский)
- 151-й отдельный гвардейский инженерно-саперный батальон (Новоград-Волынский)
- 214-й отдельный гвардейский батальон связи (Новоград-Волынский)
- 197-я отдельная рота химической защиты (Высокая Печь)
- 151-й отдельный гвардейский инженерно-саперный батальон (Новоград-Волынский)
- 112-я отдельная санитарно-медицинская рота (Новоград-Волынский)
- N-й отдельный моторизованный транспортный батальон (Новоград-Волынский)

### 1980 год
- 276-й танковый полк (Новоград-Волынский)
- 282-й гвардейский танковый полк (Новоград-Волынский)
- 325-й танковый полк (Новоград-Волынский)
- 319-й гвардейский мотострелковый полк (Высокая Печь)
- 855-й гвардейский артиллерийский полк (Новоград-Волынский)
- 937-й гвардейский зенитный ракетный полк (Новоград-Волынский)
- 335-й отдельный ракетный дивизион (Новоград-Волынский)
- 54-й отдельный гвардейский разведывательный батальон (Новоград-Волынский)
- 151-й отдельный гвардейский инженерно-саперный батальон (Новоград-Волынский)
- 214-й отдельный гвардейский батальон связи (Новоград-Волынский)
- 197-я отдельная рота химической защиты (Высокая Печь, Житомирская область)
- 151-й отдельный гвардейский инженерно-саперный батальон (Новоград-Волынский)
- 112-я отдельная медицинская рота (Новоград-Волынский)
- 1043-й отдельный батальон материального обеспечения (Новоград-Волынский)

### 1988 год
- 276-й танковый полк (Новоград-Волынский)
- 282-й гвардейский танковый полк (Новоград-Волынский)
- 325-й танковый полк (Новоград-Волынский)
- 319-й гвардейский мотострелковый полк (Высокая Печь)
- 855-й гвардейский артиллерийский полк (Новоград-Волынский)
- 937-й гвардейский зенитный ракетный полк (Новоград-Волынский)
- 335-й отдельный ракетный дивизион (Новоград-Волынский)
- 54-й отдельный гвардейский разведывательный батальон (Новоград-Волынский)
- 151-й отдельный гвардейский инженерно-саперный батальон (Новоград-Волынский)
- 214-й отдельный гвардейский батальон связи (Новоград-Волынский)
- 197-я отдельная рота химической защиты (Высокая Печь)
- 151-й отдельный гвардейский инженерно-саперный батальон (Новоград-Волынский)
- 112-я отдельная медицинская рота (Новоград-Волынский)
- 1043-й отдельный батальон материального обеспечения (Новоград-Волынский)

### 1990
- управление дивизии (Новоград-Волынский) (1 ПУ-12)
- 276-й танковый Могилевский Краснознамённый полк, в/ч 36919 (Новоград-Волынский) (67 Т-72, 8 БМП-2, 2 БРМ-1К, 11 БТР-70, 11 БТР-70, 4 ПМ-38, 1 БМП-КШ, 3 РХМ, 1 МТП, 2 Р-145БМ, 2 МТУ-20, 1 МТ-55А)
- 282-й гвардейский танковый Ельнинский Краснознамённый орденов Суворова, Кутузова и Богдана Хмельницкого полк, в/ч 15307 (Новоград-Волынский) (67 Т-72, 8 БМП-2, 2 БРМ-1К, 2 БТР-70, 4 ПМ-38, 2 РХМ, 1 МТП, 3 Р-145БМ, 1 МТУ-20, 1 МТ-55А)
- 325-й танковый Чаплинско-Будапештский Краснознамённый, орденов Суворова, Кутузова и Богдана Хмельницкого полк, в/ч 61841 (Новоград-Волынский) (67 Т-72, 8 БМП-2, 2 БРМ-1К, 2 БТР-70, 4 ПМ-38, 3 РХМ, 1 МТП, 3 Р-145БМ, 3 МТУ-20)
- 319-й гвардейский мотострелковый Краматорско-Белградский Краснознамённый орденов Суворова и Кутузова полк, в/ч 22185 (Высокая Печь) (22 Т-72, 4 БМП-2, 2 БРМ-1К, 2 БТР-70, 4 ПМ-38, 1 БМП-КШ, 1 ПРП-3, 3 РХМ, 2 МТП, 2 Р-145БМ, 1 ПУ-12, 1 МТ-55А)
- 855-й самоходно-артиллерийский Белоцерковский Краснознамённый, ордена Кутузова полк, в/ч 41534 (Новоград-Волынский) (27 2СЗ «Акация», 12 БМ-21 «Град», 3 ПРП-3, 3 ПРП-3, 6 1В18, 2 Р-156БТР)
- 937-й гвардейский зенитно-ракетный полк, в/ч 75403 (Новоград-Волынский) (6 ПУ-12, 2 Р-145БМ, 1 Р-156БТР)
- 54-й отдельный гвардейский разведывательный Прутско-Померанский орденов Кутузова, Богдана Хмельницкого и Александра Невского батальон, в/ч 70558 (Новоград-Волынский) (1 Т-72, 8 БМП-2, 7 БРМ-1К, 7 БТР-70, 1 Р-145БМ, 2 Р-156БТР)
- 151-й отдельный гвардейский инженерно-сапёрный батальон, в/ч 75572 (Новоград-Волынский) (1 ИМР-2, 2 УР-67)
- 214-й отдельный гвардейский батальон связи, в/ч 75574 (Новоград-Волынский) (8 Р-145БМ, 1 Р-137Б)
- 108-й отдельный ремонтно-восстановительный батальон, в/ч 07339 (Новоград-Волынский)
- 112-я отдельная медицинская рота (Новоград-Волынский)
- 1043-й отдельный батальон материально-технического обеспечения, в/ч 52835 (Новоград-Волынский)
- 197-я отдельная рота химической защиты, в/ч 86640 (Высокая Печь)
- отдел военной контрразведки КГБ СССР, в/ч 86640 (Новоград-Волынский)[6][7]

Итого: 224 танка, 51 БМП, 24 БТР, 27 САУ, 16 миномётов, 12 РСЗО

## Расположение
- Штаб дивизии (Новоград-Волынский): 50 35 29N, 27 39 26E
- Новоград-Волынские казармы 50 35 39N, 27 39 12E
- Высокая Печь казармы: 50 11 23N, 28 16 57E